# Patrick Depeyrrat
Patrick Depeyrrat est un acteur français.

## Filmographie partielle

### Cinéma
- 1979 : La Dérobade de Daniel Duval
- 1980 : Cocktail Molotov de Diane Kurys : le fils du CRS
- 1981 : L'arbre aux mensonges de Denis Chegaray : Félix (TV film)
- 1981 : Un étrange voyage d'Alain Cavalier : le guichetier méridional
- 1981 : L'Ombre rouge de Jean-Louis Comolli
- 1982 : La Côte d'amour de Charlotte Dubreuil : Jérôme
- 1982 : Interdit aux moins de 13 ans de Jean-Louis Bertuccelli : Louis
- 1984 : Viva la vie de Claude Lelouch : le chauffeur de taxi
- 1985 : La Baston de Jean-Claude Missiaen : François
- 1997 : Tenue correcte exigée de Philippe Lioret
- 1998 : Petits désordres amoureux d'Olivier Péray : le locataire irascible
- 2003 : Un couple épatant de Lucas Belvaux : Vincent